# La Gabarra
La Gabarra es un centro poblado del departamento de Norte de Santander (Colombia), bajo jurisdicción del municipio de Tibú. Es el centro poblado con más habitantes de Departamento. Está situada en la Región del Catatumbo a orillas del Río Catatumbo, limitando con la Serranía de los Motilones y Venezuela.

## Historia
La Gabarra ha sido afectado por el Conflicto armado interno de Colombia, con hechos de violencia como:
El 21 de agosto de 1999, paramilitares del Bloque Catatumbo de las AUC, perpetraron la Masacre de la Gabarra, dejando por lo menos 43 muertos.
El 6 de septiembre de 2001 un grupo de guerrilleros del ELN llegó a una finca ubicada en la vereda Vetas, a 15 minutos de La Gabarra, en Tibú, Norte de Santander y perpetró la Masacre de La Gabarra de 2001 dejando 10 muertos.
Posteriormente, el 15 de junio de 2004, guerrilleros del Frente 33 de las FARC-EP llegaron a una finca ubicada en el cerro Pico de Águila y realizaron la Masacre de La Gabarra de 2004 dejando 34 muertos.

## Propuesta de Municipalización
En los últimos años se ha propuesto elevar a municipio a La Gabarra, con porciones de los municipios de Tibú, Teorama, Convención y El Carmen.[cita requerida]

## Vías de acceso
Terrestre: El centro poblado está conectado por carretera con la ciudad de Cúcuta  y con la cabecera municipal de Tibu, las empresas Catatumbotrains y Cotaxi son las encargadas de conectar al centro poblado con Cúcuta y Tibú.   
Fluvial: Está conectada por el Río Catatumbo con las diferentes veredas que la conforman río arriba, río abajo y con Venezuela. Su principal puerto es el Puerto Maderero.

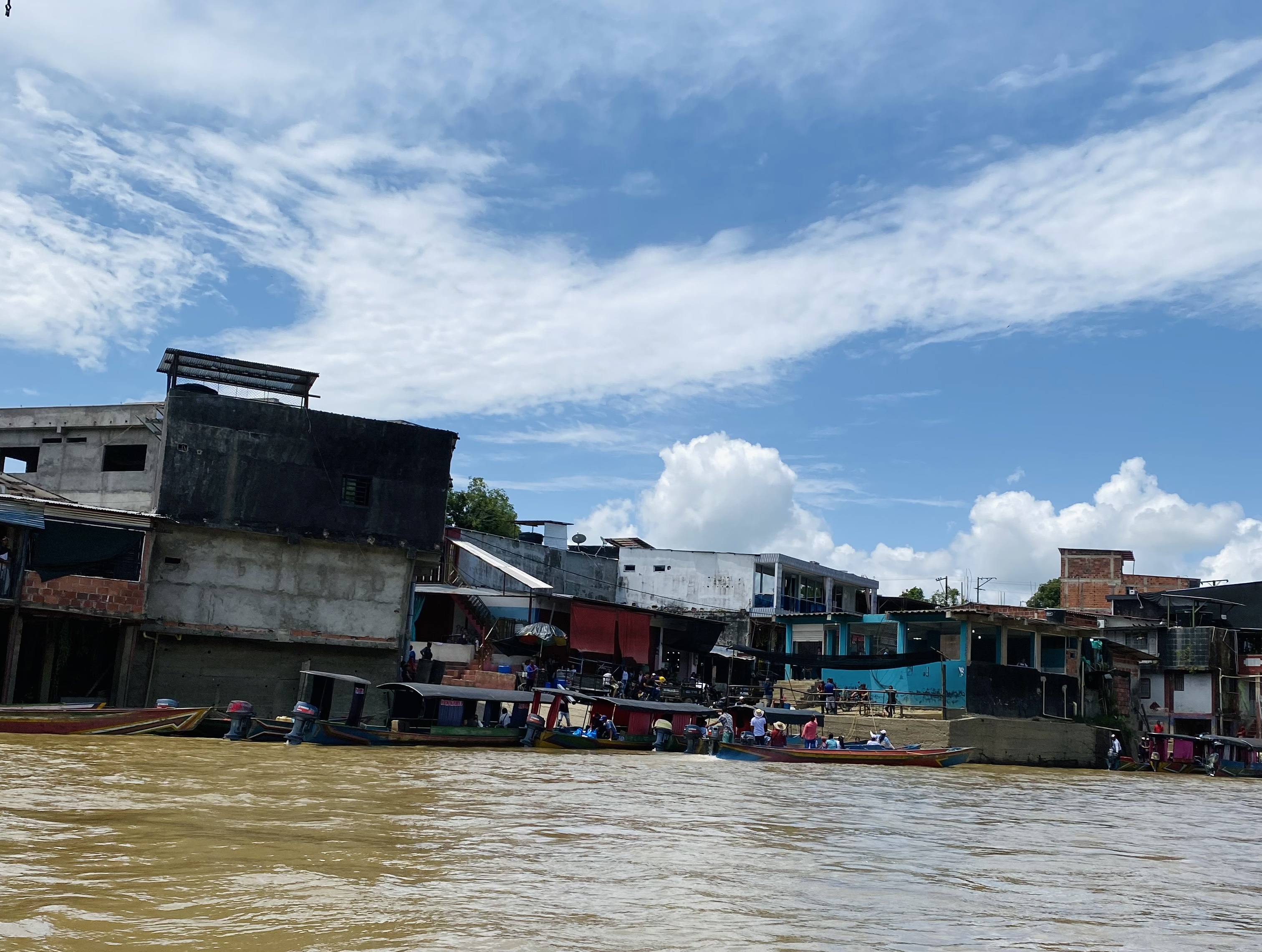
Puerto maderero

## Economía
La economía se centra en la agricultura, la ganadería y la pesca. 
Los cultivos que más se comercializan son la yuca y el plátano los cuales son distribuidos en el casco urbano.
La pesca también es una de las actividades más realizadas principalmente en el río Catatumbo, en este río podemos encontrar peces como lo son:
El Bocachico, El Malarmo, El Rampuche, La Muelona, La Manamana, El Toruno, El Paleton y la popular Maria la cual es endémica de la región. 
Estos son algunos de los más conocidos y los que más se comercializan en el centro poblado aunque existe una gran variedad de peces. 

## División político-administrativa
El centro poblado La Gabarra tiene los siguientes 12 Barrios:
- Buenos Aires, El Centro, El Divino Niño, El Manantial, El Progreso, El Silencio, La Cañagüatera, Minuto de Dios, Once de Noviembre, Seis de Abril, Villa Camila y Villa Esperanza.

Además, La Gabarra tiene bajo su área de influencia a las siguientes 46 veredas:
- Alto río chiquito, Barrancas, Barrancas Porvenir, Bocas de San Miguel, Brisas del Catatumbo, Bocas del Castillo, Casa de Zinc, Caño Castillo, Caño Guaduas, Caño Negro, Caño Toneles, Caño Troce, El 40, El Silencio, El Brandy, El Divisor, El Progreso, Capilla San Miguel, El Suspiro, Filo de la Virgen, Francisco de Paula Santander, Guadalupe, Km 15, La Ceiba, La Colombiana, La Esperanza, La India, Alto de San Miguel, La Neiva, La Paz, La Trinidad, Las Gaviotas, Las Vegas, Los Cuervos, Morro Frío, Mundo Nuevo, Nuevo Horizonte, Nuevo Sol, Puerto Las Palmas, Rancho Grande, Rancho Pluma, Río Abajo, Monteadentro, Santa Isabel, Trocha Ganadera y Vetas de Oriente.

## Geografía

### Clima
El clima es cálido la mayor parte  del año, su temperatura oscila entre los 30 °C, en verano puede llegar a alcanzar una temperatura hasta de 34 °C y en la temporada de invierno puede llegar a una temperatura de 24 °C esta es la época más fría.  

## Salud
En el tema de salud solo cuenta con puesto de salud llamado E.S.E Hospital Regional Norte, el cual no cuenta con la suficiente dotación de medicina y otros implementos para atender a sus pacientes, no cuenta con una buena infraestructura ya que está deteriorado, tampoco cuenta con suficiente personal médico. Por lo que las personas optan por realizar sus respectivas consultas o chequeos médicos en otras partes, como por ejemplo pagar el servicio médico en una clínica que tiene el centro poblado o movilizarse a la Cabecera municipal de Tibú o a Cúcuta, no se tiene una buena prestación de salud a los habitantes del centro poblado.
Existe otro centro de salud llamado Policlínico La Gabarra, el cual desde su construcción en el año 2020 no se ha habilitado para que la población sea atendida, este policlínico cuenta con la dotación completa de todos los implementos necesarios para atender emergencias, partos y dar un buen servicio a los habitantes del centro poblado, pero hasta el momento el gobierno no se ha pronunciado sobre cuándo empezará a funcionar. 
La Gabarra también cuenta con una clínica privada que cuenta con Servicios de consultas, exámenes, personal médico que atiende las 24 horas al día y muchas otras funciones de las cuales los gabarrences se benefician.

## Educación
La Gabarra cuenta con un mega colegio que se encuentra ubicado en el casco urbano llamado  "Institución Educativa  La Gabarra” el cual alberga a más de 2.000 estudiantes, entre primaria y secundaria; desde el grado preescolar hasta el grado Once. También cuenta con otra institución rural llamada ”Puerto Barco” cuya sede principal se encuentra  ubicada en la vereda del km60 a pocos minutos del casco urbano. Esta institución cuenta con más de 15 sedes alternas, en las zonas rurales.  

## Festividades
Festival de la vida
En el centro poblado se acostumbra a celebrar ”El Festival de la Vida”, el cual nació gracias al impulso de la comunidad educativa y la iglesia, en el contexto de la violencia paramilitar sufrida por los habitantes de La Gabarra entre 1999 y 2004. Surgió como alternativa para la convivencia y la paz, pero, sobre todo, como un homenaje al respeto por la vida. Dentro de la programación, se realizará el día de la integración, en el marco del cual se premiará la mejor cartelera temática sobre la vida. Ese día habrá actos culturales, danzas, canto, poesía, mimos y el primer campeonato de ajedrez. En la celebración se realizará el día de la palabra, jornada en la que se espera responder la pregunta quién quiere ser Gabarrence, con la pretensión rescatar la memoria de las víctimas.
Semana cultura
La semana cultural es una fiesta propia de la Institución Educativa Concentración de Desarrollo Rural La Gabarra, está se celebra en la última semana del mes de octubre. En ella se pueden disfrutar de bailes, canto, teatro y la exhibición de cada una de las regiones del país, además de eso deleita a sus asistentes con las comidas, postres y bebidas más típicas de cada región. 